# 角松かのり
角松 かのり（かどまつ かのり、1974年10月10日 - ）は、日本の元女優、元グラビアアイドル。
実妹は漫画家の桜木さゆみとしているが、角松と桜木の年齢が6ヶ月しか離れていない（各々の自己申告に基づく）為、信憑性は不確かとされる。

## 経歴
1992年、宮沢りえの『Santa Fe』により、ヘアヌード、中でもアイドルによるヌードの一大ブームが巻き起こる中、角松かのり名義でグラビアデビュー。濡れ場やヌードもこなす女優・グラビアアイドルとして、英知出版系列の『Beppin』などの雑誌やイメージビデオを中心に、のちにお菓子系と称されるジャンルの先駆けとして活動していた。三浦綺音・麻生ひろみらと共に女性解放的姿勢から、アイドルの清純さを保ったままヌードも見せるヌードアイドル（ヌードル）として高く評価され、数多くのグラビアを提供。ヌード写真集も2冊出版したが、ヘアヌードを披露したことはない。1995年ごろからは多数の映画、オリジナルビデオに出演し、主に女優としての活動を続けた。
1997年以降の表立った芸能活動・アイドル活動は確認されていない。

## 出演
太字はメインキャラクター。

### テレビ番組
- おとなのえほん（1993年、サンテレビジョン）

### テレビドラマ
- 名探偵・金田一耕助
- はぐれ刑事純情派7 第18話（1994年、テレビ朝日） - 河上恵
- 花の乱 第5回「富子姫変化」（1994年、NHK総合）
- 家政婦は見た!「憧れの大女優、私生活の派手な秘密、虚飾と欲望に一族が乱れる」（1995年、テレビ朝日） - 青柳香苗

### 映画
- どチンピラ 劇場版（1995年） - かつき由奈[7]
- エコエコアザラク -WIZARD OF DARKNESS-（1995年)　- 田中和美[7]
- のぞき屋（1995年）- 石原早苗[7]
- 帝都物語 外伝（1995年） - 女[7]
- エコエコアザラクII -BIRTH OF THE WIZARD-（1996年）

### オリジナルビデオ
1994年
- バナナ白書2 ハートに純情、股間にハチマキ（薫）※第3話

1995年
- オールナイトロング2（水上さやか）
- おんな犯科帳 江戸拷問刑罰抄（ちか）
- 欲望だけが愛を殺すVol.3 ゲームの規則（橘里美）

1996年
- 淫獣教師III 実写版（早乙女フミエ）
- ブラック・ジャック2 ピノコ愛してる（面の女）
- 迷宮 LABYRINTH（向井けいこ）
- オールナイトロング3 最終章（野村ひとみ）

### ソロイメージビデオ
| 発売日        | タイトル     | 規格品番 | メーカー |
| ------------- | ------------ | -------- | -------- |
| 1993年3月20日 | はじめまして | BEV87-28 | 英知出版 |
| 1994年2月20日 | 空の涙       | BEV84-18 | 英知出版 |

### 共演イメージビデオ
- Beppin School（英知出版）
  - Vol.3（1993年1月7日）
  - Vol.4（1993年5月7日）
  - Vol.14（1995年3月20日）
- Video Magazine Beppin（英知出版）
  - No.36（1993年5月20日）
  - No.39（1993年11月20日）
  - No.42（1994年5月20日）
- Super Selection 美少女Hi-Fi写真館 Vol.44（1996年3月20日、英知出版）

### CD
- クールディバイシス 奇妙な果実（夕貴愛、1995年4月25日）[8]
- ピーッ「●●●●」〜美少女 カ・ン・ノ・ウLIVE!〜（語り/芳くん/せりえ、1995年7月25日）
- MOMONE〜見つめていて〜（夏桃音、1995年8月25日）

### ラジオ
- ラジオ図書館「スキップ・前後編」（TBSラジオ、1995年）

## ディスコグラフィ

### シングル
| 枚  | 発売日        | タイトル         | 規格品番 |
| --- | ------------- | ---------------- | -------- |
| 1st | 1994年1月20日 | 思い出にしないで |          |

### 未音源化楽曲
| 時期   | 楽曲       | 備考 |
| ------ | ---------- | ---- |
| 1994年 | 「空の涙」 |      |

## 出版

### 写真集
| 発売日        | タイトル                | 撮影者   | 出版元   |
| ------------- | ----------------------- | -------- | -------- |
| 1993年5月10日 | KANORI B89;現役女子高生 | 藤田健五 | 英知出版 |
| 1994年3月20日 | Aikane                  | 藤田健五 | 英知出版 |

### グラビア雑誌
- Beppin